# Aksel Møllers Have Station
Aksel Møllers Have Station er en undergrundsstation på den københavnske Metros cityring på Frederiksberg. Stationen er beliggende i takstzone 1 og åbnede 29. september 2019
Aksel Møllers Have Station ligger ved Aksel Møllers Have. Aksel Møller var en konservativ politiker og borgmester på Frederiksberg.
Byggeriet blev indledt medio 2010 med ledningsarbejde og arkæologiske udgravninger. Stationen blev færdiggjort i september 2019.